# 두근두근 메모리얼 (비디오 게임)
《두근두근 메모리얼》(일본어: ときめきメモリアル)은 1994년 코나미에서 PC 엔진 슈퍼 시디롬²로 발매한 연애 시뮬레이션 게임이다. 《두근두근 메모리얼》 시리즈의 첫 번째 게임으로 2006년 3월 31일 특수회사화와 아울러 판권은 코나미디지털엔터테인먼트로 옮겨졌다.

## 개요
PC엔진판
코나미의 PC엔진 마지막 타이틀인 『나왔구나!트윈비』나 『그라디우스2』의 PC엔진판 개발을 한 스텝에 의해 축적된 기술의 틀이 주입된 작품이다.
하지만 게임평론가로 덴게키(미디어 웍스)계의 잡지에서 활약하고 있던 이와사키 히로마사(岩崎啓眞)에 의한 NIFTY SERVE게시판에서의 열광적이라 할 수 있는 집필로 입소문이 나서 많은 게이머들에게 알려지게 되었다. 게다가 이와사키가 『덴게키PC엔진』의 게임리뷰기사에서 95점, 그래픽·사운드 등 전 6항목에 대해선 모두 5점만점을 준 것도 많은 게이머들에게 알려지는 계기가 되었다.
대조적으로 『주간패미통』의 크로스리뷰에선 40점만점에 30점도 못 미쳤다.
그리고 폭발적인 인기를 일으키지만, 정작 코나미측에선 이 게임을 그다지 중요하게 여기지 않았기 때문에 생산량이 적었고, 더욱이 당시 게임유통망의 미비함으로 품절이 속출했다. 프리미엄가격이 붙는 등 소동이 일어나서, 제4판까지 재발매를 반복했다. 재발매를 할 때마다 버그개선등의 세세한 수정이 가해졌기 때문에, 이걸 전부 수집한 유저도 있었다. 또한 버전은 패키지 뒤에 표기되어있다.
플레이스테이션판 이후
PC엔진판의 엄청난 인기로 당시 차세대기라 불리던 플레이스테이션으로 이식이 결정되어, 『두근두근메모리얼 ~Forever with you~』로 개제하여 발매되었다. 또한 동시에 발매된 다양한 부록을 동봉한 한정판은 전작 PC엔진판 이상의 프리미엄상품이 되어 시장에선 희망소매가격의 몇배로 거래될 정도였다.
그 이후 슈퍼패미콤, 세가 새턴, 윈도우 95, 게임보이의 각 기종으로 발매되어 합계 100만장 이상이 팔려나가서, 콘솔게임기에서 미연시 게임붐의 주역으로 남성취향의 연애 시뮬레이션 게임시장을 개척했다고 평가된다.
2006년3월9일에 PSP로의 이식작이 발매되었다.
관련상품
이 소프트가 공전의 히트를 치고 관련 게임소프트·서적·CD·OVA·캐릭터상품·피규어 등이 코나미에서 많이 판매되었다. 또 코나미 이외에서도 레진킷등이 많이 발매되었다.
본 작품 관련상품에서 코나미의 매상은 100억엔 이상을 돌파해 「캐릭터상품의 매상이 게임소프트 자체의 매상을 웃돈건 처음」이라고 한다.
시리즈화
시리즈는 다음 세대에 이어지며 1999년 캐스트·스텝등을 일신한 『두근두근메모리얼2』가 플레이스테이션으로 발매. 전작만큼이나 대히트는 아니었지만 나름대로 인기를 끌었다.
위와 같은 흐름에 영입해 2001년에는 일반층으로의 접근을 시도한 『두근두근메모리얼3』가 플레이스테이션2로 발매되었지만, 종래 팬들의 지지를 얻지 못한 채 부진하게 끝나서 남성취향의 연애 시뮬레이션 게임 시리즈는 여기서 종식을 고하게 된다.
그 이후도 게이머 이외의 층으로의 접근을 모색해, 2002년 여성플레이어취향의 『두근두근메모리얼 Girl's side』가 플레이스테이션2로 발매, 2006년에는 커뮤니케이션을 중시한 『두근두근메모리얼 ONLINE』이 서비스를 개시했다. 이 온라인게임은 TV 애니메이션『두근두근메모리얼 Only Love』를 시작으로 미디어믹스도 실시했지만 인기는 매우 저조했고 2007년서비스는 종료되었다.
모바일판
휴대전화·PHS로도 서비스를 배신 중이다.

## 게임내용
이 게임의 주인공(플레이어)은 가공의 사립고등학교「키라메키고교」에 입학한 학생이다. 주인공은 교실에서 옆자리에 앉은 사오토메 요시오에게 「졸업식날에 교정외곽에 있는 나무(전설의 나무) 아래에서 여자에게 고백을 받아 맺어진 커플은 영원히 행복해진다. 」라는 키라메키고교의 전설을 듣게 된다.

공부나 스포츠, 부활동 등으로 짜여져 있어서 주인공의 능력치를 높이고 소꿉친구로 동경의 히로인·후지사키 시오리의 이상에 가까워지고 데이트를 하며 친해지게 되어, 졸업식날 전설의 나무 아래에서 그녀에게 고백을 받는 것이 이 게임의 목적이다.

게임 중 알게 된 여학생이라면 누구라도 사이가 좋아져야 할 필요가 있다. 이를테면 시오리만 공략하려고 다른 여학생에게 차가운 태도를 취해도, 그건 게임 중에선 전혀 좋은 평가를 받지 못한다는 점이나, 시오리를 포함한 모두에게 「쌀쌀맞은 녀석」으로 마이너스 평가를 받게 된다. 차가운 태도를 취한 여학생에게서 나쁜 평가가 흘러, 아무리해도 실패해버리고 만다. 반대로 여기저기 데이트를 하고 다니는 한 아무리 많은 여학생과 사귀어도 비난받지 않는다. 그러나 누구와도 사이가 좋아질 필요가 있다는 것은, 그만큼 공략상대와 맺어지지 않을 수도 있다는 것이어서 이것을 어느 정도 조정하는 것이 포인트이다.

오랜 기간 데이트를 해주지 않으면 주인공의 평가에 폭탄이 붙으며 주인공에 대해 화를 내고 있다는 걸 알 수 있다. 또한 폭탄이 붙은 상태라면 데이트를 하면 되지만, 폭탄이 터지면 전화를 해도 화가 나있어서 기분을 풀어주는 수밖에 없기 때문에 평가를 보고 폭탄이 붙은 여학생이 있다면 빨리 데이트에 불러서 폭탄을 제거할 필요가 있다. 그렇지 않으면 앞에 서술한 것과 같이 마이너스평가를 받게 된다. 

또한 복수의 여학생과 데이트가 겹쳤을 때, 당연히 한쪽을 취소해야 하기 때문에 바람맞은 쪽은 화를 낸다. 그녀에게 흘러나온 나쁜 평가의 결과 또 다른 한명의 평가도 나쁘게 만든다. 데이트등으로 부활동을 빠지면 용서없이 퇴부당하므로 이와 같은 스케줄의 조정도 중요하다.

더욱이 용모 파라미터가 매우 낮은 경우 데이트할 때 주인공의 모습을 보고 아무말도 안하고 돌아가기 때문에 데이트가 성립되지 않는다.

또한 호감도가 아주 좋아지게 되면 그 여학생에게서 데이트를 신청하는 횟수가 많아지기 때문에 스케줄조정이 어려워져서 다른 여학생을 데이트에 부를 수 없어 폭탄이 붙은 여학생이 있어도 폭탄제거를 할 수 없는 경우가 생긴다.

『두근두근메모리얼 ~Forever with you~』에서 기동 후 일정시간 조작하지 않으면 오프닝무비에서 시오리의 나레이션이 시작되고 오프닝테마가 흘러나온다.

## 게임진행
게임기간은 게임내의 시간으로 키라메키고교 입학부터 졸업까지인 1995년 4월4일부터 1998년 3월1일까지이다.

일요일 밤에 일주일 단위로 새롭게 계획을 세우며 하나의 아이콘을 선택하면 일주일 동안 선택한 하나의 아이콘의 계획을 실행한다.

일요일, 공휴일은 평일에 선택한 계획과는 별도로 실행할 수 있다. 또한 일요일, 공휴일에만 여학생을 데이트에 부르거나 데이트를 할 수 있다.

계획을 실행하면 특정능력치가 상승하거나 하강하며 특정능력치가 일정수치 이상 높아지면 여학생과 만나게 된다.

계획프로세스에는 다음이 있다.
- 문학(책모양 아이콘)
- 예술(그림과 연필모양 아이콘)
- 과학(비커와 플라스크모양 아이콘)
- 운동(아령모양 아이콘)
- 잡학(어깨동무모양 아이콘)
- 용모(거울모양 아이콘)
- 부활동(학교모양 아이콘)
- 휴식(이불모양 아이콘)
- 달력보기
- 잡지보기(돋보기모양 아이콘)
- 전화걸기(일요일과 공휴일에만 실행가능)
- 데이트하기(하트모양 아이콘, 일요일과 공휴일에만 실행가능)
- 세이브·로드하기(시디모양 아이콘)

## 등장 캐릭터
후지사키 시오리(藤崎詩織)
성우 : 킨게츠 마미 / 이현진
주인공 옆집에 사는 소꿉친구로 첫날에 주인공이 초등학교 때부터 친구라고 이야기한다. 본 시리즈의 메인히로인. 키라메키고교의 아이돌적 존재. 용모단정, 성적우수, 스포츠만능, 품행방정으로 이상의 여학생. 단 그녀의 이상의 남자조건은 매우 엄격해 플레이어는 3년간 완전무결의 슈퍼맨을 목표로 자기단련에 전념할 것이 요구된다. 공략조건이 너무 까다로워서 「최종보스」라고 일컬어지는 경우도 있다. 게임내에서는 크리스마스파티나 발렌타인데이에 친구인 미키하라 메구미를 소개시켜주는 이벤트가 있지만 그 이후에 주인공을 질투하는 등 모순을 취하는 언동이 있다.
대부분의 경우 헤어밴드를 차고 있고 헤어밴드 수집이 취미 중 하나이다. 잘 때 양을 세는 버릇이 있다.
생일과 혈액형은 플레이어가 지정할 수 있고, 이것에 따라 소속되는 부활동이나 주인공과의 궁합의 초기설정치가 변화한다. 또한 『두근두근메모리얼 ~Forever with you~』에서만 특정의 생일을 지정하는 것으로만 발생하는 이벤트가 존재한다.
키사라기 미오(如月未緖)
성우 : 세키네 아키코 / 김나연
안경을 쓰고 있는 얌전한 소녀. 문예부나 연극부에 소속. 독서가 취미로 괴테를 애독한다. 몸이 약하고 연극부의 연습 중에 쓰러지거나 한다.
관람차를 좋아하고 제트코스터를 못탄다. 또한 게임내에선 어떤 이벤트의 선택지에 의해 고백시에 안경을 벗고 등장한다.
생일은 2월3일, 혈액형은 A형
히모오 유이나(紐緖結奈)
성우 : 나카 토모코 / 김지혜
매드사이언티스트 소녀. 이과계의 공부가 특기로 실험과 연구가 취미. 자기가 만든 로봇으로 세계를 정복하려는 야망에 불타고 있다. 부활동은 과학부나 전산부. 자신의 연구를 보고만 주인공을 강제적으로 자기부에 가입시키는 강제적인 인간. 이때 주인공이 다른 부에 소속되어 있어도 관계없이 입부된다.
그녀에게 절규머신은 재미없는 놀이기구일 뿐이다.
컴퓨터관계에 관해선 자기가 만져서 개조하기도 한다. 그 때문에 고물상에서의 쇼핑을 좋아한다. 또한 코알라를 무서워한다든지 하는 일면도 있다. 세계를 정복하려는 꿈 때문인지 이른바 정의의 히어로등을 적시한다. 팬들 사이에서는 「각하」라고 부른다.
생일은 7월7일, 혈액형은 A형
카타기리 아야코(片桐彩子)
성우 : 가와구치 마사요 / 김효선
미술부나 음악부에 소속되어 있다. 예술가 체질의 소녀. 그 독특한 머리모양을 일부의 팬들은 「소라머리」라고 부른다. 영어가 특기인 개방적인 성격. 먼저 영어로 말하고 이어 그 번역을 말하는 독특한 말버릇을 가지고 있다. 미술관에서 개최되는 작품전이나 노래방을 좋아해 특히 노래방에 데려가면 자신의 노랫소리를 피로한다. 한편 물은 굉장히 싫어해 수영수업에서 도망친 것을 주인공에게 들키는 일도 있다. 데이트 장소에서의 결투에선 엉터리로 공격하기 때문에 깡패뿐만 아니라 주인공도 공격받는다.
생일은 9월30일, 혈액형은 B형
니지노 사키(虹野沙希)
성우 : 스가와라 사치코 / 이자명
야구부나 축구부의 매니저로 등장하는 응원역. 열심히 노력하는 사람을 응원하는게 취미. 공부도 운동도 특기는 아니지만 근성을 모토로 힘내는 노력가. 요리가 특기로 친해지면 학교점심시간이나 데이트 때 도시락을 만들어온다. 또한 주인공을 의식하기 시작하면 윙크를 한다.
유저들 사이에선 인기가 매우 높아 과거 게임잡지등에서 실시된 인기투표에선 후지사키 시오리를 제치고 몇번이나 1위를 한 적이 있다.
생일은 1월13일, 혈액형은 A형
코시키 유카리(古式ゆかり)
성우 : 쿠로사키 아야코 / 김선희
집은「코시키부동산」이라는 부동산회사를 경영하고 있어 부자. 이 게임에서 유일하게 가족구성과 가업을 알 수 있는 것도 특징. 부잣집영애로 자랐기 때문에 슬로우템포의 말투나 토용을 좋아한다든지 세간의 상식과는 동떨어진 언동이 특징. 테니스부에 소속(시오리가 테니스부에 있을 경우는 등장하지 않는다.) 테니스 이외의 운동은 잘 못하고 그만큼 운동을 잘하는 사람이 취향. 뜨개질이 취미로 경우에 따라선 직접 만든 스웨터를 받기도 한다. 데이트 장소에서의 전투에선 「아버님」이라고 아버지를 불러 대신 공격하는데 그 아버님은 기모노를 입고 단도를 가지고 있는 등 스테레오타입의 극도 그 자체. 하지만 그녀의 부모도 또한 키라메키고교의 졸업생으로 「전설의 나무」아래에서 맺어진 커플이다.
그 특징적인 말투에 너무 끌린 나머지 SFC판, SS판, PS판이 발매되었는데도 불구하고 일부러 처리속도가 느린 PC엔진판을 사서, 아주 어렴풋하지만 보다 느긋한 말투를 즐긴 팬도 있을 정도이다.
생일은 6월13일, 혈액형은 B형
키요카와 노조미(淸川望)
성우 : 사사키 아야코 / 이현주
매일 아침 50km의 로드워크를 빼먹지 않는 고등학생 수영선수. 수영부에 소속(시오리가 수영부에 있을 경우는 등장하지 않는다.) 종목은 자유형. 미술관의 조각상을 너무 힘을 줘서 부숴버리거나 볼링공을 주인공에게 날려버리는 등 다부지다. 원래는 꽃을 좋아하고 또 꽃말을 이해하는 등 여성스럽고 상냥한 성격. 학교뒤편 화단에 꽃씨를 심고 가꾸거나 한다. 특히 주인공을 의식하기 시작하면 여성스러운 말투로 이야기하고 서서히 여성스러움을 몸에 익히려고 한다. 또 하교시에 「같이 가자」라고 권할때도 얼굴이 빨개지며 「아무것도 아니야」라면서 혼자 돌아가버린다.
번개를 매우 무서워하며 또한 어떤 조건을 달성하는 것에 의해 머리모양을 바꾸고 나오는 경우가 있다.
성적은 그다지 좋지 않지만 이유는 수영연습으로 바쁘기 때문에 공부할 시간이 부족해서이다.
생일은 12월3일, 혈액형은 A형
카가미 미라(鏡魅羅)
성우 : 이가라시 레이 / 김필진
친위대를 몇 명 거느리며 교내에 팬클럽이 있을 정도로 학교의 여왕님. 중학교 때 실연을 경험한 이후 「남자는 예쁜 여자를 좋아한다.」라고 각인해, 세상의 남자들을 돌아보게 하기 위해 자신의 아름다움을 추구하고 있다. 또 그 절대적인 자신감에서 상대방에 대해서도 상당한 용모를 요구해온다. 주인공에 대해선 항상 고압적인 태도를 취하지만 크리스마스파티 때 빌려준 코트의 터진 곳을 꿰매서 돌려주는 등, 실은 가정적인 성격. 사실 집은 편모가정이라 그다지 여복하지 못하고 학교밖 생활은 6명이나 되는 동생들의 어머니역할을 하고 있다. 동생이 아플 때는 데이트를 취소하는 일도 있다. 또한 귀신같은 것을 매우 무서워한다.
생일은 11월15일, 혈액형은 O형
아사히나 유코(朝日奈夕子)
성우 : 텟포즈카 유코 / 양정화
유행하는 것을 매우 좋아하는 여학생. 자유분방하고 노는 것을 좋아하는 반면, 공부는 매우 못한다. 학교생활도 대충하므로 지각상습법. 양친은 맞벌이로 어린시절부터 그다지 신경을 안써서 자유분방한 성격이 되었다고 본인이 이야기한다. 코시키 유카리와 친구이며 요시오와는 중학교 때부터 고약한 인연을 가지고 있다. 잡학 파라미터가 올라가면 앞서말한 고약한 인연인 사오토메 요시오가 중개를 해줘서 만나게 된다. 그전에도 영화약속시간에 늦을 것 같아 달려가다가 주인공에게 부딪치는 장면이 몇번 있다.
생일은 10월17일, 혈액형은 B형
미키하라 메구미(美樹原愛)
성우 : 쿠리하라 미키코 / 류점희
바가지머리가 특징으로 애칭은 「메그」. 시오리의 친구로 대부분의 경우는 시오리의 소개로 알게 된다. 소극적인 성격으로 남자를 보면 얼굴이 붉어지는 반면, 공포영화나 유령의 집을 좋아하는 일면도 있다. 그리고 이외로 대담한 일면도 있다. 키가 작기 때문에 히어로쇼에서 악당전투원이 어린이로 착각한 경우도 있다. 동물을 매우 좋아하고 「무크」라는 이름의 요크셔테리어를 기르고 있다.
생일은 9월5일, 혈액형은 A형
사오토메 유미(早乙女優美)
성우 : 요시키 쿠린 / 이동은
요시오의 여동생. 자신을 「유미」라는 이름으로 부르는 등 나이에 비해 어린애 같은 성격이나, 본인은 어린이취급 당하는 걸 매우 싫어한다. 애니메이션이나 게임, 프로레슬링을 좋아해, 특히 프로레슬링에 관해선 자기 오빠를 이용해 신기술을 연구하느라 여념이 없다. 본인은 자각하지 못하지만 요리를 엄청 못한다.(소금과 설탕을 바꿔넣는 등) 데이트 할 때의 대답에선 가장 상식적인 대답이 통하지 않는 캐릭터. 농구부소속.
생일은 5월16일, 혈액형은 O형.
타테바야시 미하루(館林見晴)
성우 : 키쿠치 시호 / 채의진
입학식에서 주인공에서 한눈에 반한 여학생으로 코알라를 의식한 헤어스타일을 하고 있다. 본작에선 히든 캐릭터로 학교에서 때때로 부딪치거나 사람을 잘못봤다고 가장해 데이트장소에 나타나거나 잘못건 전화를 가장해 자동응답기에 가끔씩 메시지를 넣는 등 스토커같은 행위를 하고 있다. 어쨋든 주인공에게 일편단심인 캐릭터이다. 주인공측에서 데이트에 부를 수는 없다. 히든 캐릭터면서 유저들 사이에선 인기가 매우 높아 시오리, 사키 다음으로 인기캐릭터이다. 스텝에 의하면 "아무도 공략조건을 달성하지 못했을 때의 구제용으로서 설정했다"라고 한다.
주인공은 고백받을 때까지 그녀의 이름을 모른다.
생일은 3월3일, 혈액형은 A형
이쥬인 레이(伊集院レイ)
성우 : 츠노다 나루미 / 채의진
키라메키고교 이사장의 손자로 아름다운 용모로 여학생들의 인기를 모은다.(발렌타인데이에 초콜렛을 한 트럭분량 만큼이나 받는다.) 주인공의 라이벌적 존재. 자기과시욕이 강해 주인공에 대해 자주 불쾌한 언동이나 자기자랑을 한다.
생일은 8월23일, 혈액형은 AB형
사오토메 요시오(早乙女好雄)
성우 : 우에다 유지 / 김장
유미의 오빠로 주인공의 급우이며 첫날 주인공에게 말을 건 이후 친구가 된다. 헌팅이 취미지만 한번도 성공한 적은 없다. 여학생들의 정보에 밝고 취미, 전화번호, 스리사이즈까지 망라하고 있다. 주인공에게 여학생들의 정보나 데이트스팟, 주인공에 대한 여학생들의 평가를 알려준다. 또한 폭탄이 폭발했을 때도 소문을 듣고 주인공이 어떤 여학생에게 상처를 주었는지 즉각 전화로 알려준다.
생일은 4월4일, 혈액형은 B형

## 각 기종판의 특징
오리지널인 PC엔진판과의 차이점을 중심으로 뒤에 발매된 각 기종의 이식판을 서술.
플레이스테이션판
하드웨어성능의 향상, 그래픽·사운드의 강화, 신규 인물·이벤트그래픽추가, 유저인터페이스의 개선
슈퍼패미콤판
캐릭터의 미니게임의 준비되어 공략과정에서 조건을 달성하면 플레이가능, 그 결과에 따라 상대방의 호감도가 올라간다. 캐릭터의 표정이 오리지널판보다 부드럽게 그려져있다. 단 롬카트리지(게임팩)의 용량상 대사의 음성데이터는 삭제되었다.
세가새턴판
졸업식이 끝난 후 마음에 담아두었던 여학생에게 직접 고백할 수 있는 이벤트가 추가되었다. 또한 일부 캐릭터에 추가이벤트가 설정, 유저인터페이스의 개선
윈도95판
그래픽고해상도화, PC용에 특화된 튜닝업. 중국판「心跳回憶」, 대만판「純愛手札」, 한국판이 발매.
게임보이판
용량문제상 히로인이 모두 등장하지 못하는 대신, 오리지널히로인이 등장하며 오리지널에피소드도 준비.
PSP판
2006년 발매 과거 PS판의 완전이식판으로 발매되었다.

## 여담
- 한글판 『두근두근메모리얼 ~Forever with you~』에서 별명을 "코나미맨"으로 설정하면 모든 초기능력치가 573이 된다.